# Wild Turkey (gruppo musicale)
I Wild Turkey, noti anche come Wild Turkey Band, sono un gruppo musicale rock progressivo britannico attivo dal 1971 al 1976, fondato da Glenn Cornick e Clive Bunker, ex membri dei Jethro Tull.

## Storia
La band nacque per volere del manager Terry Ellis, con l'intento di sfruttare il talento di due sue scoperte musicali, Cornick e Bunker. Il gruppo incide quattro album, e, non raggiungendo una grande notorietà, si scioglierà definitivamente nel 1976.
Successivamente Gary Pickford-Hopkins divenne il cantante di Rick Wakeman, mentre Steve Gurl si unì ai Babe Ruth.
Il prosieguo di carriera migliore lo ebbe però Bernie Marsden, che formarono i Paice Ashton Lord insieme a due ex membri dei Deep Purple, e successivamente gli Whitesnake, guidati da David Coverdale.

## Formazione

### Ultima
- Gary Pickford-Hopkins - voce (1971-1976)
- Bernie Marsden, chitarra (1971-1976)
- Steve Gurl, tastiera (1971-1976)
- Glenn Cornick, basso (1971-1976)
- Clive Bunker, batteria (1971-1976)

## Discografia
- 1971 - Battle Hymn
- 1972 - The Turkey
- 1973 - Stereo Pop Special 56
- 1975 - Stealers for Years

### Album dal vivo
- 2001 - Live in Edinburgh